# Бланка Суарес
Бланка Мартинес Суарес (на испански: Blanca Martinez Suárez), по-известна като Бланка Суарес е испанска актриса. Родена е на 21 октомври 1988 в Мадрид. Тя е най-позната на зрителите като Хулия от „Интернатът“ и Айноа от „Корабът“ както и Бела от игралния филм „Красавицата и звяра“.

## Биография и творчество
Първата роля като актриса на Бланка Суарес е в сериала Интернатът (2007 – 2010). В този мистериозен сериал тя е в ролята на Хулия. Партнира си с Йон Гонсалес. През интервала 2008 – 2010 г. (докато снима и в „El Internado“) участва и в други продукции, като „Cobardes“, „Fuga de cerebros“, "El cónsul de Sodoma", „Carne de neón“. През 2011 г. снима и в „La piel que habito“ заедно с Антонио Бандерас. От 2011 до 2013 участва в Корабът в ролята на Айноа, заедно с Марио Касас.
Бланка Суарес бе номинирана на 49-о издание на телевизионния фестивал в Монте Карло в категорията „Най-добра драматична актриса“ за ролята си на Хулия и разбира се печели. Друга нейна номинация е от филмовия фестивал в Сан Себастиян през 2009

## Филмография
| Година      | Заглавие                 | Оригинално заглавие   | Роля                |
| ----------- | ------------------------ | --------------------- | ------------------- |
| 2007 – 2010 | Интернатът               | El internado          | Хулия Медина        |
| 2009        | Изтичане на мозъци       | Fuga de cerebros      | Воз                 |
| 2010        | Черна плът               | Carne de neón         | Вероника            |
| 2011 – 2013 | Корабът                  | El barco              | Айноа Монтеро       |
| 2011        | Кожата, в която живея    | La piel que habito    | Норма               |
| 2013        | Свалка в облаците        | Los amantes pasajeros | Рут                 |
| 2014        | Разкажи ми приказка      | Cuéntame un cuento    | Бланка/Ниевес       |
| 2015        | Карлос, кралят император | Carlos, Rey Emperador | Изабела Португалска |
| 2015        | Моята голяма нощ         | Mi gran noche         | Палома              |
| 2015        | Изгубени на север        | Perdiendo el norte    | Карла               |
| 2015 –      | Нашите                   | Los nuestros          | Изабел Сантана      |
| 2017 –      | Кабелните момичета       | Las chicas del cable  | Лидия/Алба          |